# Ewy Möller
Ewy Möller, född 1927 i Västervik, död 23 januari 1991, var en svensk moderat politiker. Hon var riksdagsledamot för Kalmar läns valkrets, först som ersättare för Eric Krönmark från 1979, och därefter som ordinarie ledamot från 1982 fram till sin död. Från 1988 var hon ledamot i lagutskottet.
Före karriären som riksdagspolitiker var hon engagerad i lokalpolitiken i Västerviks kommun. 1973 blev hon ledamot i kommunfullmäktige och mellan 1976 och 1985 var hon ledamot av kommunstyrelsen.